# Giovanni Pietro Capriano
Giovanni Pietro Capriano (Brescia, 1520 - 1580) fue un escritor y crítico literario humanista italiano. Su principal obra fue De vera poetica, publicada en Venecia en 1555, tratado de crítica sobre la poesía italiana realizada hasta entonces. Desde su publicación se convirtió en un libro de referencia y una obra de gran importancia en la historia de la literatura italiana. 
Entre otras cosas, Capriano entró en el debate formulado en el siglo XVI sobre la clasificación del arte, ya que el humanismo renacentista pretendió dignificar disciplinas como la arquitectura, la escultura y la pintura, que hasta entonces eran consideradas "artes mecánicas". Así, hasta la aceptación del término "bellas artes" propuesto por Charles Batteux en 1746, se sucedieron una serie de propuestas encaminadas a hallar un nexo común a estas actividades. Capriano propuso entonces la acepción "artes nobles", apelando a la elevada finalidad de estas actividades; sin embargo, su idea no tuvo excesivo éxito, quedando entre los múltiples intentos de hallar una denominación al conjunto de las artes.